# Symphyletes nodosus
Symphyletes nodosus är en skalbaggsart som beskrevs av Newman 1842. Symphyletes nodosus ingår i släktet Symphyletes och familjen långhorningar. Inga underarter finns listade i Catalogue of Life.